# Федорченко, Виктор Ильич
Ви́ктор Ильи́ч Федо́рченко (род. 7 марта 1961 года, Усть-Каменогорск, Восточно-Казахстанская область, КазССР, СССР) — советский и казахстанский хоккеист.

## Карьера
Воспитанник усть-каменогорского хоккея. Игровую карьеру начал в местном клубе «Торпедо», в тот период игравшем во Второй лиге чемпионата СССР. В составе юниорской сборной СССР стал бронзовым призёром чемпионата Европы 1979.
В 1980 году перешёл в тренируемый Сергеем Баутиным столичный «Енбек». За два сезона клуб, костяк которого составили усть-каменогорцы, вышел в первую лигу чемпионата СССР, но в 1984 году был расформирован.
Федорченко уехал в Минск, где в течение двух сезонов играл в «Динамо». В 1986 году Виктор вернулся на родину, где в составе «Торпедо» отыграл 12 сезонов, большую часть из них — в Высшей лиге чемпионатов СССР и СНГ, и в Межнациональной хоккейной лиге. Исключением стала часть сезона 1995/1996, в течение которого Виктор Федорченко был приглашён в кирово-чепецкую «Олимпию».
На чемпионатах мира 1993 и 1994, в которых сборная Казахстана участвовала в дивизионе «С», провёл 13 игр.

## Тренерская карьера
После окончания карьеры начал работать с молодежью «Торпедо» (Усть-Каменогорск), с 2003 года работал тренером в возрождённом «Енбеке».